# هانکارکن
هانکارکن (انگلیسی: Honkarakenne) شرکت مصالح ساختمانی فنلاندی است، که در سال ۱۹۵۸ تأسیس شد.